# المعجم الکبیر

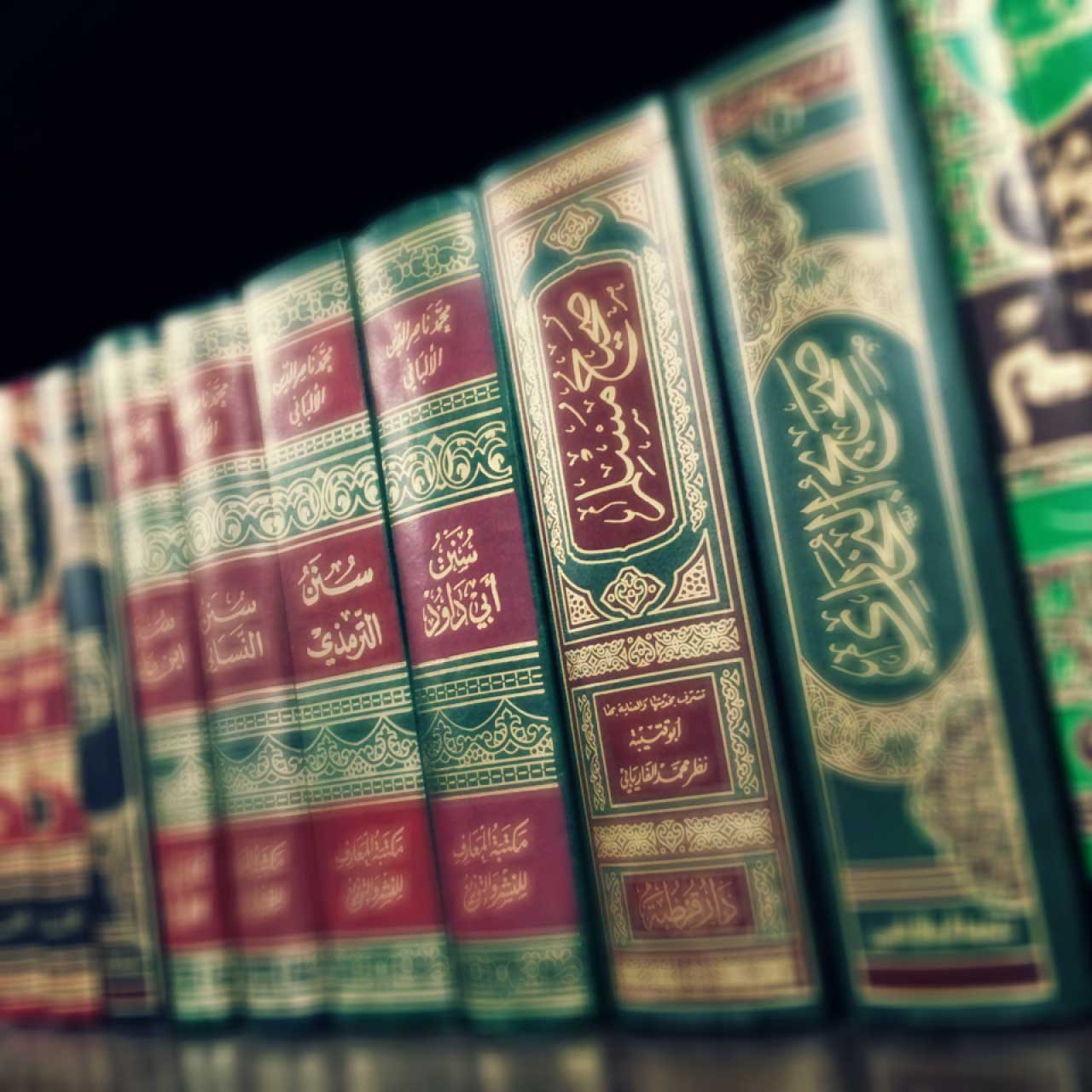
مجموعه‌ای از کتب حدیثی

المعجم الکبیر اثر طبرانی کتابی مسند حدیث نزد اهل سنت است. طبرانی آن را گردآوری کرده و به شیوهٔ معجم‌ها یا بر اساس ترتیب نام راویان مرتب نموده‌است. موضوع کتاب معرفی صحابه و شرح حال و فضائل آنان و احادیث روایت‌شده از آنان است. تعداد احادیث کتاب حدود ۲۲۰۲۱ حدیث است.